# 殿居村
殿居村（とのいそん）は、山口県豊浦郡にあった村。現在の下関市豊田町の北西端、国道435号・国道491号の沿線にあたる。本項では発足時の名称であるに豊田上村（とよたかみそん）ついても述べる。

## 地理
- 山岳 ： 勇山、一位ヶ岳、天井ヶ岳、城山、尻立山、狗留孫山、京ヶ嶽、鷹子山
- 河川 ： 粟野川

## 歴史
- 1889年（明治22年）4月1日 - 町村制の施行により、一ノ俣村・荒木村・佐野村・殿居村・杢路子村の区域をもって豊田上村が発足。
- 1912年（明治45年）4月1日 - 豊田上村が改称して殿居村となる。
- 1954年（昭和29年）10月1日 - 豊田中村・西市町・豊田下村と合併して豊田町が発足。同日殿居村廃止。